# سورینو لیما دی مورا
سورینو لیما دی مورا (به پرتغالی: Severino Lima de Moura) مهاجم اهل برزیل است که در شهر ریودو ژانیرو و در تاریخ ۱۷ مهٔ ۱۹۸۶ به دنیا آمده‌است.
سورینو لیما دی مورا در تیم‌های فوتبال فلامینگو سابقهٔ حضور دارد.